# Ліфтова колона

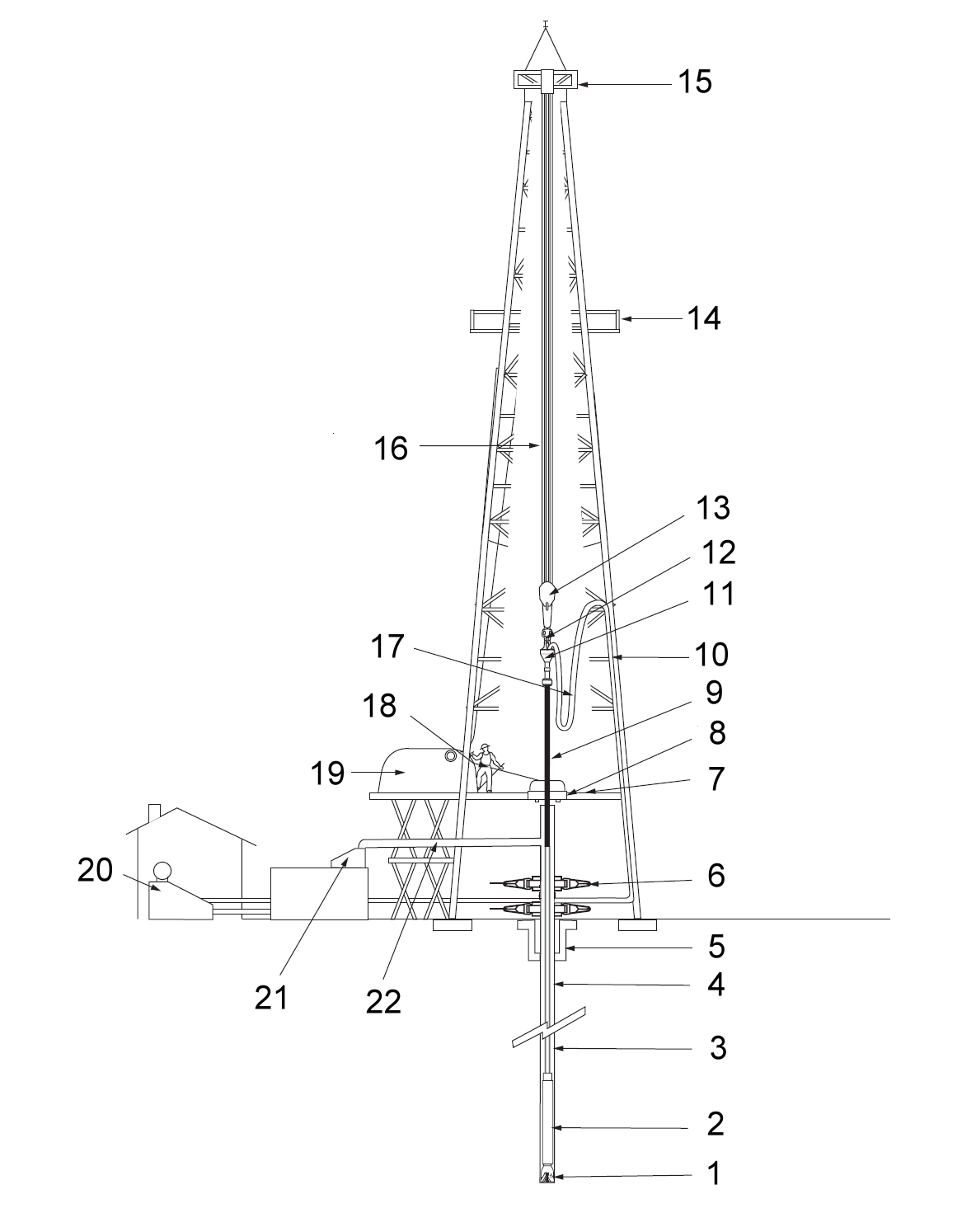
Загальна схема бурової установки: 1 — бурове долото; 2 — обважнені бурильні труби; 3 — бурильні труби; 4 — кондуктор; 5 — гирлова шахта; 6 — противикидні пристрої; 7 — підлога бурової установки; 8 — буровий ротор; 9 — провідна бурильна труба; 10 — буровий стояк; 11 — вертлюг; 12 — гак; 13 — талевий блок; 14 — балкон робітника; 15 — кронблок; 16 — талевий канат; 17 — шланг провідної бурильної труби; 18 — індикатор навантаження на долото; 19 — бурова лебідка; 20 — буровий насос; 21 — вібраційне сито для бурового розчину; 22 — викидна лінія бурового розчину.

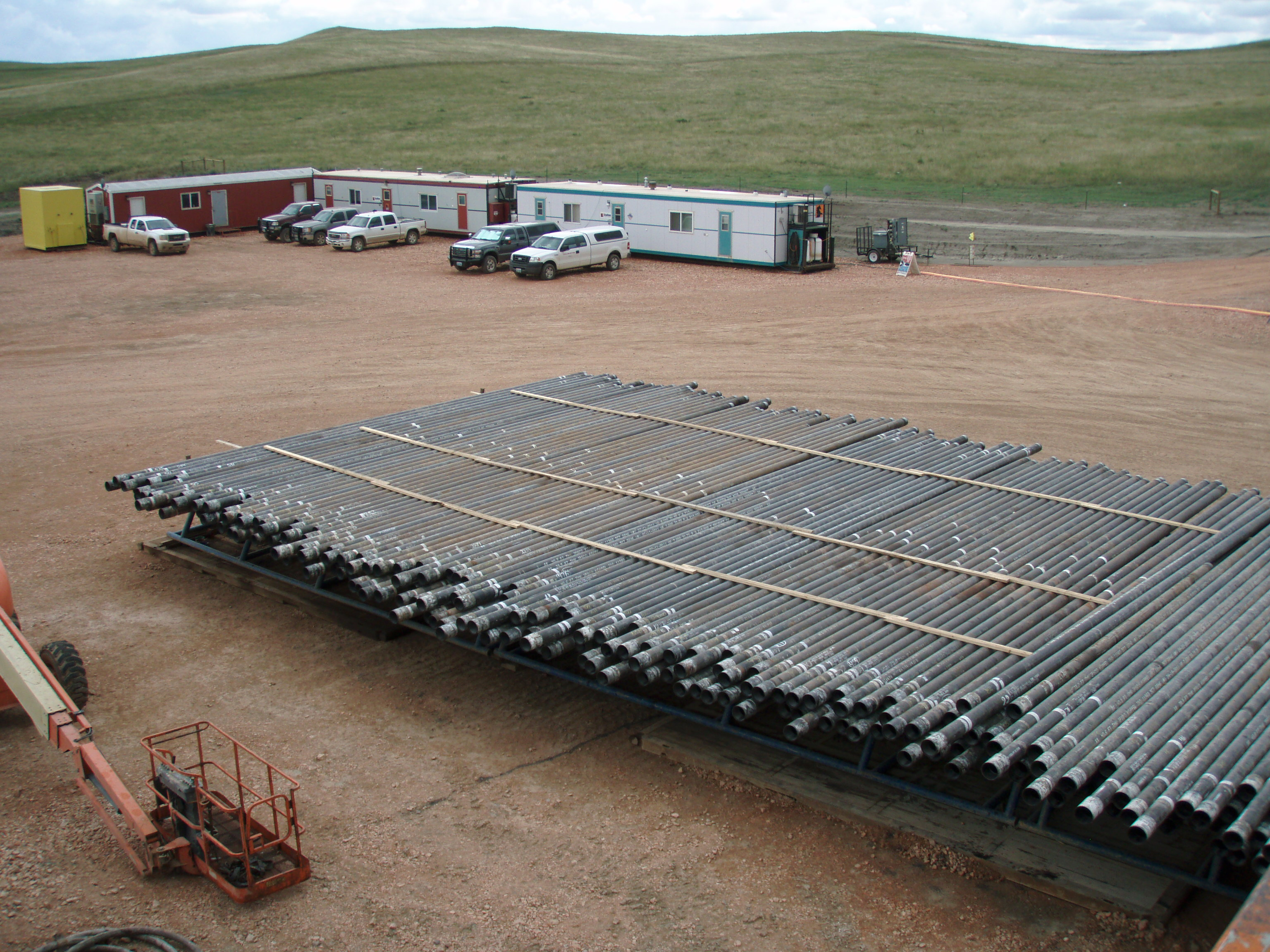
Труби для підйому пластових флюїдів.

Ліфтова колона (рос. лифтовая колонна, англ. production tubing, tubing, нім. Liftstrang m) — колона труб, що використовуються для підйому пластових флюїдів (нафти, газу, води) на поверхню при освоєнні, фонтанній та газліфтній експлуатації свердловин.

## Опис
Використовуються насосно-компресорні труби діаметром до 114 мм, а у свердловинах великого діаметра — обсадні труби.
Ліфтова колона може бути оснащена пусковими муфтами з отворами для аерування стовпа рідини, а також клапанами для освоєння свердловини, введення хімічних реаґентів (інгібітори корозії, соле- і парафіновідкладання та ін.), циркуляції рідини та ін. обладнанням.